# Traité de San Francisco
Le traité de San Francisco, ou traité de paix avec le Japon, est un traité qui a été signé le 8 septembre 1951, en conformité avec la Charte des Nations unies et la Déclaration universelle des droits de l'homme, à la fin de la « Conférence de la paix » concernant les campagnes du Pacifique. 
Le Japon y renonce à ses ambitions géopolitiques régionales et acte la délégation de sa défense aux États-Unis, mais recouvre dès l’application du traité son autonomie politique permettant son développement fulgurant dès 1952. Cette conférence s'était ouverte, une semaine plus tôt, le 1er septembre 1951 dans la ville de San Francisco : la signature n’a été apposée que par quarante-huit des cinquante et un pays participants. Le traité est entré en vigueur l'année suivante, le 28 avril 1952.
La république de Chine ne participa pas à ce traité : elle signa un traité séparé avec le Japon à Taipei, le 28 avril 1952.

## Termes du traité
Le Japon reconnaît l’indépendance de la Corée, renonce à Taïwan, aux îles Pescadores, aux îles Kouriles, à la partie sud de Sakhaline, à tout droit sur la zone antarctique et aux îles Spratleys et Paracels, et s'engage à offrir des compensations aux pays et aux victimes de son expansionnisme militaire. 
Seule la période entre le 7 décembre 1941 (date de l’attaque de Pearl Harbor) et le 2 septembre 1945 (date de la capitulation du Japon) est concernée par le traité, excluant ainsi les dix premières années de l'expansionnisme du Japon Shōwa, principalement au détriment de la Chine. Selon l'historienne Linda Goetz Holmes, cette obligation n'a jamais vraiment été exécutée puisque l'argent utilisé par le gouvernement japonais provenait de fonds d'aide aux victimes mis sur pied par trois États alliés et confisqué en 1945 par le régime shōwa (à commencer par le royaume de Ryūkyū conquis par le Japon en 1879 qui accueille des troupes d’occupation américaines dans les bases d'Okinawa).
Quarante-huit pays alliés de la Seconde Guerre mondiale signèrent ce document. Toutefois, d'importants pays, soit ne furent pas invités à la conférence (comme la république populaire de Chine, que peu d'États occidentaux reconnaissent à l'époque), soit refusèrent d'y participer (Birmanie, Inde, Yougoslavie), soit refusèrent de signer le traité (URSS, Tchécoslovaquie, Pologne).
Ce traité entra en application le 28 avril 1952 et restitua sa pleine souveraineté au Japon en mettant ainsi fin à la période de gouvernement d'occupation qui durait depuis 1945.

## Compensations aux civils et prisonniers de guerre alliés
| Pays/région           | Valeur (yen)         | Valeur (dollar américain) |
| --------------------- | -------------------- | ------------------------- |
| Corée                 | 7 025 600 000        | 468 370 000               |
| Taïwan                | 42 542 000 000       | 2 846 100 000             |
| Chine du Nord-Est     | 146 532 000 000      | 9 768 800 000             |
| Chine du Nord         | 55 437 000 000       | 3 695 800 000             |
| Chine centrale du Sud | 36 718 000 000       | 2 447 900 000             |
| Autres                | 28 014 000 000       | 1 867 600 000             |
| Total                 | 379 499 000 000 yens | 25 300 000 000 dollars    |

## Compensations japonaises aux pays occupés
| Pays        | Montant en yen    | Montant en dollar américain | Date du traité  |
| ----------- | ----------------- | --------------------------- | --------------- |
| Birmanie    | 72 000 000 000    | 200 000 000                 | 5 novembre 1955 |
| Philippines | 198 000 000 000   | 550 000 000                 | 9 mai 1956      |
| Indonésie   | 80 388 000 000    | 223 080 000                 | 20 janvier 1958 |
| Viêt Nam    | 14 400 000 000    | 38 000 000                  | 13 mai 1959     |
| Total       | 364 348 800 000 ¥ | 1 012 080 000 $             | N/A             |